# Lespesia rubripes
Lespesia rubripes är en tvåvingeart som beskrevs av Curtis W. Sabrosky 1980. Lespesia rubripes ingår i släktet Lespesia och familjen parasitflugor. Inga underarter finns listade i Catalogue of Life.